# Копулятивные органы
Копулятивные органы (совокупительные органы) — органы половой системы животных с внутренним оплодотворением. У самцов служат для введения спермы в половую систему самки, а у самок — для принятия копулятивного органа самца и иногда для сохранения спермы. Копулятивные органы есть у млекопитающих, птиц, пресмыкающихся, членистоногих, червей и многих других животных. Иногда функцию копулятивных органов выполняют видоизмененные конечности (у ракообразных и пауков).
Обычно сперма вводится копулятивными органами в половое отверстие самки, но некоторые насекомые, ресничные черви, паразитические кольчатые черви мизостомиды и некоторые пиявки и коловратки вводят сперму под кожу путем прободения стенки её тела.